# Aristida suringarii
Aristida suringarii är en gräsart som beskrevs av Johannes Jan Theodoor Henrard. Aristida suringarii ingår i släktet Aristida och familjen gräs. Inga underarter finns listade i Catalogue of Life.